# هادوک (جورجیا)
هادوک (به انگلیسی: Haddock) یک منطقهٔ مسکونی در ایالات متحده آمریکا است که در شهرستان جونز، جورجیا واقع شده‌است. هادوک ۱۵۲٫۱ متر بالاتر از سطح دریا واقع شده‌است.